# Pradoluengo
Pradoluengo é um município da Espanha na província de Burgos, comunidade autónoma de Castela e Leão, de área 30,545 km² com população de 1470 habitantes (2007) e densidade populacional de 54,10 hab/km².

## Demografia
| Variação demográfica do município entre 1991 e 2004 | Variação demográfica do município entre 1991 e 2004 | Variação demográfica do município entre 1991 e 2004 | Variação demográfica do município entre 1991 e 2004 |
| --------------------------------------------------- | --------------------------------------------------- | --------------------------------------------------- | --------------------------------------------------- |
| 1991                                                | 1996                                                | 2001                                                | 2004                                                |
| 1742                                                | 1746                                                | 1666                                                | 1651                                                |